# Juan de Vidós y Miró
Juan de Vidós y Miró (Zaragoza, c. 1645-Zaragoza, c. 1710) fue un médico y sacerdote español.

## Biografía
Nacido en Zaragoza en torno al 1645, recibió el grado de bachiller de filosofía en la universidad de dicha ciudad. A pesar de no ser sanitario, sino sacerdote y beneficiado de la parroquia de san Pablo, obtuvo en 1669 un breve apostólico para ejercer la medicina, que practicaba de forma privada y curaba con remedios de su propia invención. El colegio de médicos y cirujanos de Zaragoza llegó a prohibirle que usase sus propios medicamentos, pero no las visitas a pacientes; sin embargo, el Justicia de Aragón falló a su favor el 31 de mayo de 1681 para que pudiera, finalmente, practicar libremente la medicina. Además, la Diputación del General del Reino de Aragón subvencionó con cien reales de a ocho la impresión de sus obras y, por otra parte, solicitó también una ayuda al rey Carlos II. Su libro Primera parte de Medicina y cirugia racional y espagírica, sin obra manual de hierro ni fuego, purificada con el de la Caridad, en el Crisol de la Razon y Experiencia para alivio de los Enfermos: con su antidotario de rayzes, yerbas, flores, semillas, frutos, maderas, aguas, vinos, & c. Medicinales que usa la Medicina Racional y Espagírica, y la Pharmacopea donde se explican el modo, y la composición de los Remedios, con el uso, dosis y aplicación de ellos (Zaragoza, 1691) fue aprobado por José Lucas Casalete y se imprimieron más de diez ediciones, por lo que tuvo gran difusión. Uno de sus remedios más célebres fue el «emplasto negro de Vidós», una mezcla de albayalde y aceite cocidos usado para tratar úlceras. Vidós y Miró fue calificado por Antonio Hernández Morejón y Anastasio Chinchilla como un curandero o charlatán, mientras que María del Carmen Francés Causapé lo encuadra en los renovadores de la farmacia del siglo xvii. Falleció alrededor del año 1710 en Zaragoza.

## Obra
- Primera parte de Medicina y cirugia racional y espagírica, sin obra manual de hierro ni fuego, purificada con el de la Caridad, en el Crisol de la Razon y Experiencia para alivio de los Enfermos: con su antidotario de rayzes, yerbas, flores, semillas, frutos, maderas, aguas, vinos, & c. Medicinales que usa la Medicina Racional y Espagírica, y la Pharmacopea donde se explican el modo, y la composición de los Remedios, con el uso, dosis y aplicación de ellos (Zaragoza, 1691)[2]
- Representacion sobre la referida obra y su tomo 1.º hecha al Ilmo. reino de Aragon, en órden a la contradiccion que habia de parte del colegio de S. Cosme y S. Damian de Zaragoza. Esplícase brevemente la utilidad de la referida, y se suplica la proteccion del mismo reino (Zaragoza)[2]
- Memorial que la caridad, bien público y pobres dolientes representan (Zaragoza, 1682)[2]
- Memorias y manifiesto á la augusta é imperial ciudad de Zaragoza, acerca de la oposicion que el colegio de médicos y cirujanos de dicha ciudad hace á los remedios que aplica y usa el licenciado Vidós y Miró, y declaracion de la firma que la Ilma. córte del Sr. Justicia de Aragon declaró en su favor, y firma que le concedió en pruebas de los constitos en proceso contradictorio, y resolucion del ilustre capítulo y consejo de dicha ciudad, que tomó para el uso de sus remedios (Zaragoza)[2]
- Exámen de un manifiesto apologético, impreso en Zaragoza contra el autor de un libro intitulado: Medicina doméstica, etc. (Zaragoza)[2]
- Memorial al Ilmo. reino de Aragon, para que se pague al licenciado D. Juan de Vidós la impresion de su libro con un breve defensorio de él (Zaragoza, 1687)[2]